# Richard Swinfield
Richard Swinfield (auch de Swinfield) († 12. oder 15. März 1317 in Bosbury) war ein englischer Geistlicher. Ab 1282 war er Bischof von Hereford.

## Herkunft und Studium
Das Geburtsjahr von Richard Swinfield ist unbekannt, und auch über seine Familie ist nur wenig bekannt. Sein Vater Stephen of Swinfield starb 1282 und wurde bei Ledbury in Herefordshire begraben. Richard hatte mindestens einen Bruder namens Stephen, der aber nicht wie er Geistlicher wurde. Der Name Swinfield lässt vermuten, dass die Familie ursprünglich aus dem Dorf Swingfield bei Folkestone in Kent stammte. Swinfield selber besaß, als er Bischof war, Landbesitz bei Womenswold in Kent, einem Dorf bei Canterbury. Wo und wann Swinfield studierte, ist ebenfalls unbekannt, doch er erlangte den Grad eines Doktors der Theologie.

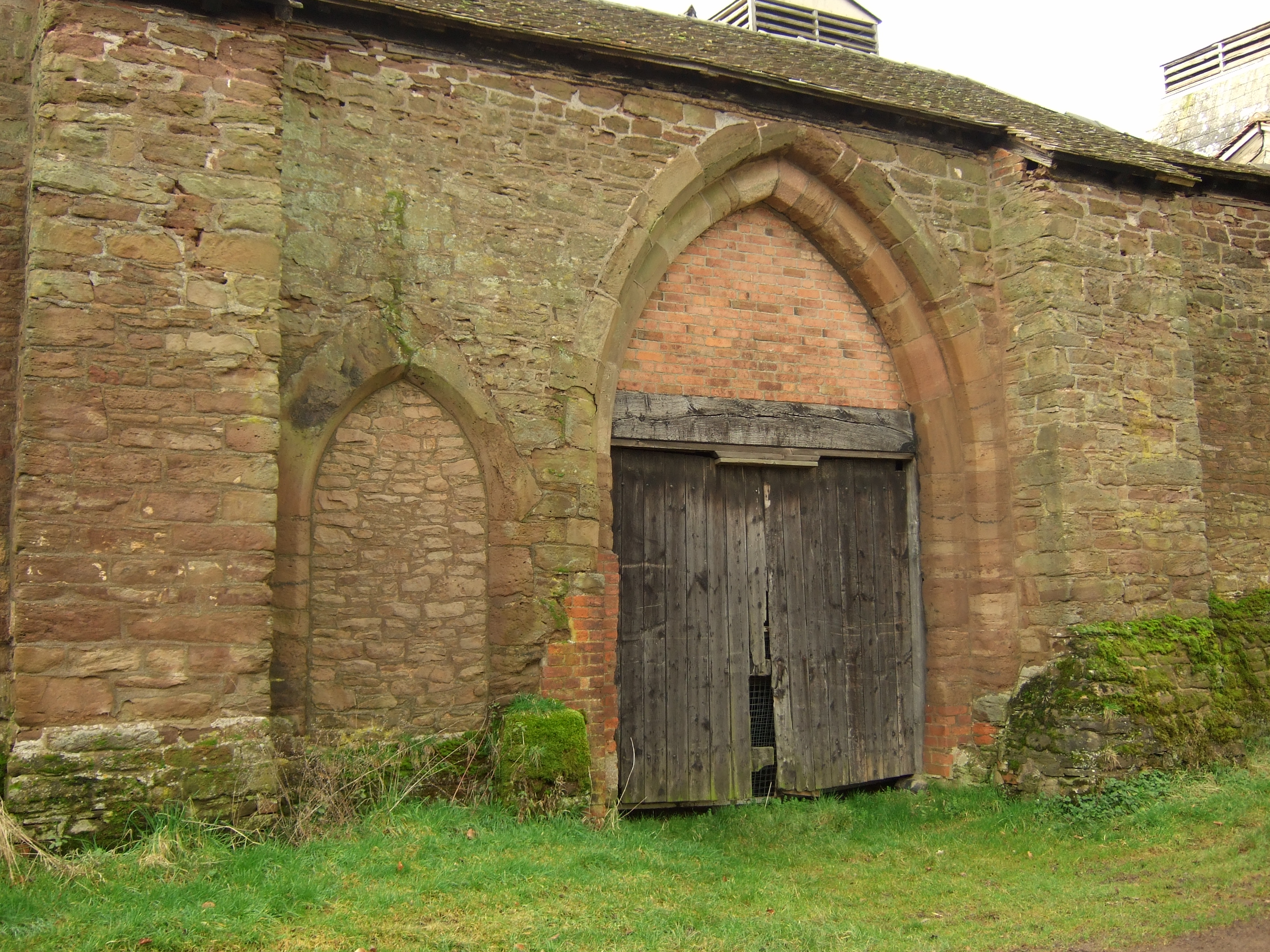
Die Ruine des bischöflichen Palastes in Bosbury, in dem Swinfield starb

## Aufstieg zum Bischof
Ab 1264 wird das Leben von Swinfield nachvollziehbarer, nachdem er als Kaplan Mitglied des Haushalts von Thomas de Cantilupe, dem Bischof der Diözese Hereford geworden war. Swinfield wurde ein enger Freund des Bischofs und stieg zum wichtigsten Mitglied des Haushalts nach dem Bischof selbst auf. Für seine Dienste wurde er mit zahlreichen geistlichen Pfründen bedacht. 1277 und im Mai 1279 erhielt er je eine Pfründe in Hereford. Am 17. April 1280 wollte Cantilupe Swinfield zum Archidiakon von Shrewsbury ernennen, weil er erwartete, dass der bisherige Amtsinhaber James d’Aigueblanche das Amt abgeben würde. D’Aigueblanche behielt aber das Amt, so dass Swinfield noch nicht zum Archidiakon ernannt werden konnte. Dann erhielt er aber eine Pfründe an der St Paul’s Cathedral in London, wo er dann vor September 1281 Archidiakon wurden. 1282 begleitete Swinfield Cantilupe, als dieser wegen seines Konflikts mit Erzbischof Pecham von Canterbury nach Italien zum Papst reiste. Er war bei Cantilupe, als dieser Ende August 1282 in Ferentium starb. Anschließend überführte er das Herz und die Gebeine von Cantilupe nach England. Im Oktober 1282 wurde er zum neuen Bischof von Hereford gewählt wurde. Am 31. Dezember 1282 bestätigte Erzbischof Pecham die Wahl, worauf Swinfield am 8. Januar 1283 die Temporalien der Diözese übergeben wurden. Am 7. März 1283 wurde er von Pecham zum Bischof geweiht.

## Tätigkeit als Bischof

### Politische Tätigkeit
Als Bischof verließ Swinfield nur selten seine Diözese. 1289 diente er als Vermittler in einem Streit zwischen Bischof Oliver Sutton von Lincoln und den Dozenten der Universität Oxford über das Vorschlagsrecht für den Kanzler der Universität. Zusammen mit Bischof Ralph Walpole von Norwich protestierte er 1296 beim englischen König Eduard I. gegen dessen finanzielle Forderungen an die Prälaten der Kirchenprovinz Canterbury. Ansonsten zeigte er kaum Interesse, sich politisch zu betätigen. Er ließ sich bei den Parlamenten und auch bei Provinzialsynoden entschuldigen, weil er dringend andere Angelegenheiten in seiner Diözese erledigen müsse oder weil er krank sei. Das Londoner Stadthaus der Bischöfe benutzte er so selten, dass er es 1311 an den Kaufmann Hamo Chigwell vermietete.

### Tätigkeit als Geistlicher

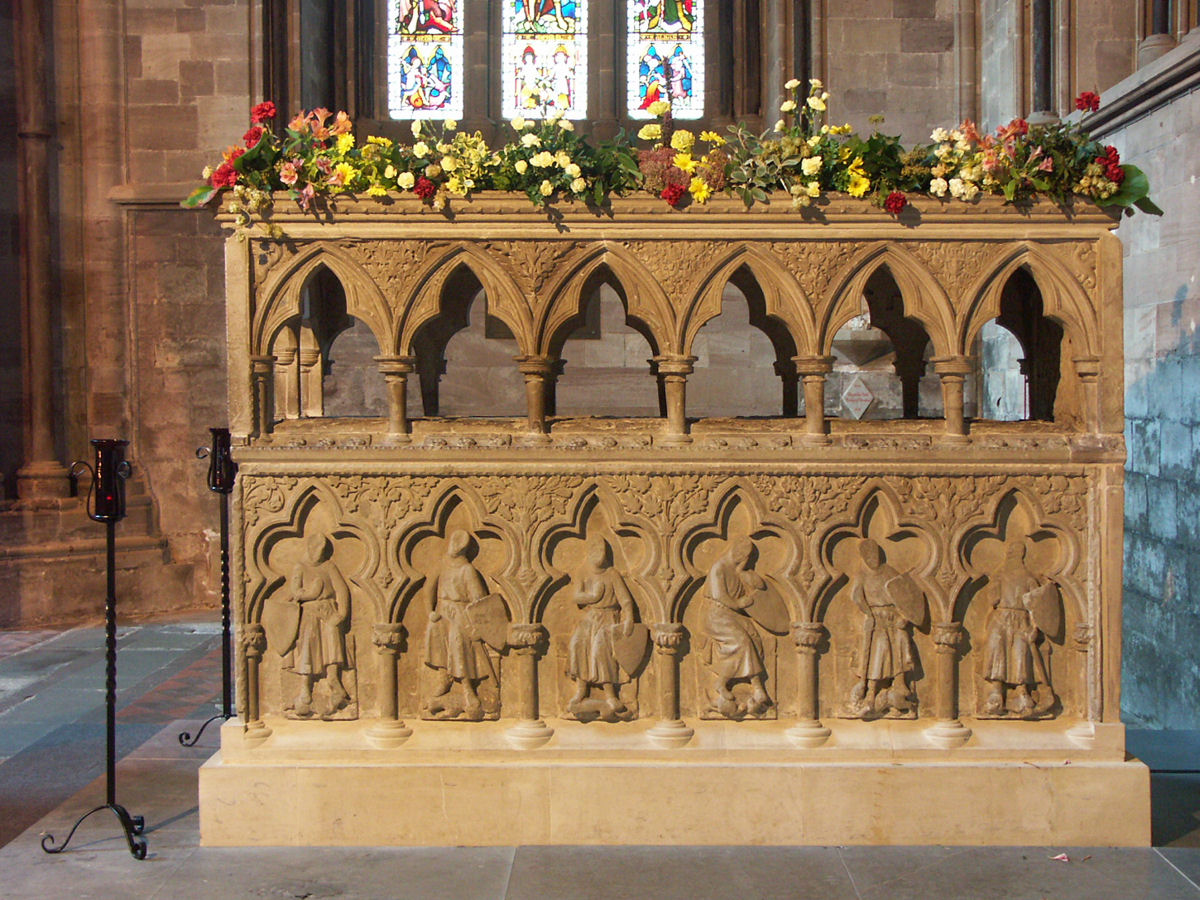
Das von Swinfield in Auftrag gegebene Grabmal für Thomas de Cantilupe

Swinfield beschäftigte sich vornehmlich mit Angelegenheiten seiner Diözese und nahm seine geistlichen Aufgaben als Bischof sehr ernst. Er sorgte sich gewissenhaft um die Geistlichen seiner Diözese, wobei er trotz seiner Prinzipien oft pragmatisch handelte. Mit der Ausübung der Seelsorge in seiner Diözese befasste er sich intensiv. Zumindest in seinen ersten Amtsjahren führte er Visitationen und zahlreiche Weihen durch. Dabei versuchte er umgehend Missstände in Pfarreien und Klöstern zu beheben, darunter 1283 und 1287 in Leominster, 1287 in Chirbury oder 1289 in Wigmore. Er prüfte offenbar genau, ob die Gewährung von Rechten an Klöstern angemessen war, und hatte einen Überblick, ob ein Kloster wohlhabend oder arm war. Als 1305 die Rechte an der Kirche von Lindridge an das Kathedralpriorat von Worcester übergeben werden sollten, sah er dies wegen des Reichtums des Priorats sehr kritisch. Falls Geistliche ungerecht behandelt wurden, setzte er sich sofort für sie ein. Er widersetzte sich der Forderung von König Eduard I., dem zehn Jahre alten Nicholas de Grenville eine Pfründe zu übertragen. Andererseits machte er keinen Versuch, den überlangen Aufenthalt des Dekans John of Hereford an der Kurie zu verkürzen. Es war ihm wohl klar, dass er gegenüber dem Dekan keine wirksamen Druckmittel hatte. Er begünstigte auch seine Freunde und Verwandten. Sein Neffe John wurde Präzentor der Kathedrale von Hereford, sein Neffe Gilbert wurde Kanzler der Kathedrale, und ein Richard Swinfield, dessen Verwandtschaftsverhältnis zum Bischof ungeklärt ist, hielt bis zu seinem Tod 1311 eine Pfründe an der Kathedrale. Zahlreiche Angehörige seines Haushalts stammten aus Kent, so dass es wohl frühere Bekannte des Bischofs waren. Als hochgebildeter Geistlicher förderte Swinfield selbst die Ausbildung von Geistlichen. Er unterstützte mehrere Studenten in Oxford und behielt engen Kontakt zu den Franziskanern in Oxford, die er auch finanziell unterstützte. Robert of Leicester widmete sein Werk De compoto hebreorum aptato ad Kalendarium seinem Förderer Swinfield. Zu den von Swinfield Begünstigten gehörte auch der Kanoniker Richard de Bello, der gegen Ende des 13. Jahrhunderts die sogenannte Hereford-Karte entworfen oder zumindest in Auftrag gegeben hat. Diese diente auch als Erinnerung an Swinfields Amtsvorgänger Cantilupe. Von Swinfields Haushalt ist eine Abrechnungsrolle erhalten, die aber nur den Zeitraum von Michaelis 1289 bis Michaelis 1290 umfasst.

### Verwicklung in Rechtsstreitigkeiten
Obwohl Swinfield selbst ein versöhnlicher, eher vorsichtiger Mensch war, musste er sich mit zahlreichen Rechtsstreitigkeiten befassen, die aber fast alle noch aus der Zeit seiner Vorgänger offen waren. Zu Erzbischof Pecham hatte er ein gutes Verhältnis, auch wenn nicht alle Streitpunkte, die sein Vorgänger Cantilupe mit ihm hatte, beigelegt werden konnten. Gegen den Geistlichen Peter Langton führte Swinfield einen langen Prozess, da Cantilupe diesem einst eine Pfründe in Hereford entzogen hatte. Da Langton seine Wiedereinsetzung und dazu Schadensersatz forderte, konnte der Streit erst 1290 beigelegt werden. In einem weiteren Streit ging es um die Grenze zwischen der Diözese St Asaph und der Diözese Hereford. 1288 konnte eine Einigung erzielt werden, mit der Bischof Anian von St Asaph jedoch unzufrieden war. Zu den Bürgern der Stadt Hereford hatten die Bischöfe seit den 1220er Jahren ein gespanntes Verhältnis gehabt. Auch Swinfield musste den Bürgern bis 1316 mehrfach mit Exkommunikation drohen, da sie seine Rechte als Bischof verletzten.

### Förderung der Kanonisation von Bischof Cantilupe
1287 ließ Swinfield die Gebeine seines Vorgängers Cantilupe in einem neuen, prächtigen Grabmal in der Kathedrale von Hereford beisetzen. Als von Wundern an dem Grab berichtet wurde, setzte sich Swinfield für die Kanonisation seines Förderers ein. Zwar reiste er nicht selbst nach Rom, um sich bei den Päpsten persönlich dafür einzusetzen, doch im April 1290 berichtete er Papst Nikolaus IV. in einem Brief von den Wundern. Auch die Bischöfe Antony Bek von Durham, William of Louth von Ely und William March von Bath und Wells setzten sich für Cantilupe ein, ebenso König Eduard I., der sich 1305 in einem Brief an Papst Clemens V. wandte. Auf Grund dieser wiederholten Anträge beauftragte Papst Clemens V. schließlich 1307 die Bischöfe Ralph Baldock von London und Guillaume VI. Durand von Mende sowie Swinfield, die Berichte über die Wunder zu überprüfen. Swinfield erlebte aber nicht mehr die Heiligsprechung von Cantilupe 1320. Er war drei Jahre zuvor auf seinem bevorzugten bischöflichen Gut in Bosbury gestorben. Er wurde in der Kathedrale von Hereford beigesetzt, wo sein Grabdenkmal erhalten ist.